# 格致書院 (香港)
格致書院（英語：Mansfield College），香港一所已結束的私立中小學，1964年由畢業於廣州嶺南大學的鄭亞清創辦，校址在尖沙嘴諾士佛臺4號，1986年因收生不足停辦。

## 校史
校名取其校訓「格物致知」，是香港60年代私立學校全盛時期的其中一所學校，提供小學及中學上下午校課程。後被教育署（今教育局）列為停止向私校買位學校之一，因而學校收生不足而被迫1986年停辦。該校全盛時期曾獲得校際音樂節中文戲劇比賽冠軍。

## 著名/傑出校友
- 藍潔瑛（1980年中五）：已故香港女演員[5]
- 高妙思（1971年中五）：已故香港女演員[6][7][8]
- 劉志榮（1971年中五）：已故香港男演員[7][8]
- 韓馬利：香港女演員[6]
- 王家衛（1976年中五）：香港電影導演
- 鍾偉強：香港搖滾歌手、前麗的電視藝員、保險界人士
- 陳紹鉅：保良局莊啟程預科書院、保良局胡忠中學及保良局董玉娣中學前校長
- 黃良昇：香港男子組合「藍戰士」成員
- 姜蓓莉（1980年中五）：香港女歌手[5]
- 韋綺珊：香港女歌手
- 區瑞強：香港男歌手[6]
- 李鴻杰：香港男演員[9]
- 陳德廉（Joe Chan）：前香港經濟科補習名師
- 楊羚：香港女演員[註 1]
- 喬寶寶（1980年小四）：香港男演員[10]
- 謝志峰：香港傳媒人[註 2]
- 伍家廉（1972年中七）：香港電台節目主持[5]
- 馮吉隆（1970年中五）：香港演員及電視製作人[5][11]
- 李健達（小六至中五）：香港男歌手[12]
- 林超賢：香港電影導演[5]
- 莫偉文：香港男演員
- 劉建中：香港男歌手
- 陳華國（1980年中五）：香港時裝設計師[註 3]
- 唐麗球：香港女演員、1984年香港小姐季軍
- 關西蒙：前香港唱片騎師[5]
- 伍振榮（1980年中五）：香港著名攝影家
- 謝明莊：香港資深攝影工作者及藝術創作者[5]
- 王心慰（1976年中五）：香港女性電視劇集監製[5]
- 施明：前香港女演員[6]
- 李振輝：前香港男藝人[6]
- 楊超成（1969年）：香港商人及前東華三院主席[13]
- 雷有曜：香港男歌手、太極樂隊成員
- 雷有暉（預科）：香港男歌手、太極樂隊成員
- 狄波拉：前香港女演員

## 外部連結
- 格致書院的Facebook專頁
- 格致書院校友會 （页面存档备份，存于）